# Kazimierz Gella
Kazimierz Gella (ur. 5 grudnia 1892, zm. 28 lutego 1954 w Wielkiej Brytanii) – polski aktor teatralny i filmowy.

## Życiorys
Debiutował w sezonie 1913/1914 w Teatrze im. Juliusza Słowackiego w Krakowie. Następnie wstąpił do Legionów Polskich, gdzie służył w stopniu chorążego w 6 Pułku Piechoty Legionów. Na scenę powrócił w latach 20. XX wieku, występując m.in. w Teatrze Polskim w Katowicach (1919-1920), Teatrze Miejskim w Grodnie (1930-1931) oraz w teatrach warszawskich: Polskim (1931–1932, 1936–1939), Narodowym (1932), Kameralnym (1933) oraz w zespole T. Malickiej (1938).

Podczas II wojny światowej służył w wojskach alianckich, walcząc m.in. w Afryce. Po jej zakończeniu osiedlił się na stałe w Wielkiej Brytanii.

## Filmografia
- Ułan księcia Józefa (1937)
- Książątko (1937)
- Ludzie Wisły (1938) – szyper Firlus, ojciec Anny
- Biały Murzyn (1939) – Jakub Sikorski, ojciec Antoniego